# غالين إل. ستون
غالين إل. ستون (بالإنجليزية: Galen L. Stone)‏ هو خبير مالي أمريكي، ولد في 21 نوفمبر 1862، وتوفي في 26 ديسمبر 1926.